# Chiretolpis atrifulva
Chiretolpis atrifulva là một loài bướm đêm thuộc phân họ Arctiinae, họ Erebidae.